# Metal Gear (игра)
Metal Gear (яп. メタルギア Мэтару Гиа) — видеоигра, разработанная дизайнером Хидэо Кодзимой и изданная студией Konami в 1987 году для домашних компьютеров стандарта MSX2. Положила начало известной игровой серии Metal Gear, позже была портирована на различные игровые платформы, в частности на NES. Ремейк данной игры вошёл в состав более позднего проекта под названием Metal Gear Solid 3: Subsistence, а также в сборник Metal Gear Solid HD Collection и Metal Gear Solid Master Collection Vol. 1.
Изначально разработчики определяли жанр игры как тактическая шпионская игра (англ. Tactical Espionage Game). В настоящее время Metal Gear считается родоначальницей жанра стелс-экшен, который требует от игрока выполнения различных миссий, как правило, на территории противника, избегая при этом открытого столкновения с вражескими силами и привлечения к себе внимания.

## Сюжет
Главный герой игры — солдат сил специального назначения по прозвищу Солид Снейк, которому поручено в одиночку проникнуть в крепость Outer Heaven и уничтожить находящийся в ней Metal Gear — двуногий танк, способный осуществлять ядерные удары из любой точки мира.

### Персонажи
Солид Снейк — новичок отряда сил специального назначения FOXHOUND, посланный на своё первое задание. По радио с ним связывается его командир Биг Босс, предоставляющий информацию о целях миссии и предметах. Также с главным героем на связь выходят и другие персонажи:
- Кайл Шнейдер, лидер местного сопротивления, рассказывающий об окружающей обстановке и полезных предметах.
- Диана, подсказывающая, как победить боссов.
- Дженнифер, внутренний агент, помогающая Снейку.

Помимо прочих заложников Снейк освобождает Грей Фокса, агента FOXHOUND, который во время предыдущей миссии был взят в плен. Вместе с Фоксом были также захвачены доктор Петрович (в поздних версиях — Петрович Маднар), учёный, разработавший новейшее оружие Metal Gear, и его дочь Эллен.
Во время игры Снейку предстоит схватиться с наёмниками из Outer Heaven, в число которых входят:
- Шут Ганнер (англ. Shoot Gunner, в поздних версиях англ. Shotmaker), бывший агент российского спецназа.
- Машинган Кид (англ. Machine Gun Kid), бывший оперативник SAS, вооружённый пулемётом.
- Файр Трупер (англ. Fire Trooper), бывший член подразделения GSG 9, огнемётчик.
- Коуард Дак (англ. Coward Duck, в поздних версиях англ. Dirty Duck), террорист, атакующий бумерангом и прикрывающийся заложниками.
- Арнольд (в поздних версиях англ. Bloody Brad), андроид, созданный Петровичем.

На обложке игры в роли Солида Снейка изображён актёр Майкл Бин, находившийся в момент выхода игры на пике актёрской славы (образ «солдата будущего» взят из фильма «Терминатор»).

## Игровой процесс

Кадр из NES-версии игры.

Выступая в роли Солида Снейка, игрок должен перемещаться по различным локациям, выполняя определённые заданием действия и избегая визуального контакта с патрульными войсками. Если Снейк попадётся на глаза вражескому солдату, то на место прибудет вражеское подкрепление. Чтобы скрыться, Снейку достаточно перейти на соседний экран. Если же главный герой будет обнаружен камерой слежения или пересечёт инфракрасный сенсор, то для прекращения тревоги он может покинуть помещение (или перейти на другой этаж), либо попытаться убить всех противников.
Снейк начинает игру безоружным, игроку предстоит находить различное вооружение (начиная с пистолета Beretta 92F и заканчивая гранатомётом РПГ-7) на территории противника. Боеприпасы к оружию очень ограничены, но легко восполняемы. Оружие можно использовать не только для убийства противников, но также и для расчистки препятствий (полые стены, наэлектризованные полы). Помимо оружия Снейк может убивать противников голыми руками. Если игрок, не подняв тревоги, убьёт вражеского солдата руками, то получит паёк или боеприпасы. Игроку в течение игры предстоит вступить в несколько схваток с боссами — наёмниками из Outer Heaven.
Вражеская база состоит из трёх зданий, поделённых на несколько этажей (включая подвалы). Для доступа к новым зонам игрок использует ключ-карты. Каждая дверь открывается только одной определённой картой. Различная информация может быть получена от освобождённых заложников. После освобождения пяти заложников игрок получает прибавку в ранге на одну звезду (максимально можно получить четыре звезды), тем самым увеличивая грузоподъёмность и максимальное здоровье. В случае гибели заложника ранг игрока снижается.
По радиопередатчику главный герой может связываться со своим командиром Биг Боссом и с членами сопротивления, действующими вблизи Outer Heaven: Шнейдером, Дианой и Дженнифер. Каждый из союзников Снейка специализируется в определённой тематике: Биг Босс предоставляет информацию об оружии и предметах, Шнейдер многое знает о планировке крепости, а Диана знает о слабостях многих боссов. Игрок должен запомнить радиочастоты союзников, чтобы он мог в дальнейшем с ними связаться. Содержание радиосообщений зависит от того, в какой комнате находится игрок.

### Сюжет
1995 год. В 200 километрах к северу от Гальцбурга, в Южной Африке, расположено Outer Heaven, укреплённое государство, основанное «легендарным наёмником». До западного мира дошла информация, что в глубине этой крепости разрабатывается оружие массового поражения. Правительство США отдаёт элитному спецподразделению FOXHOUND приказ проникнуть в Outer Heaven, провести разведку и, при необходимости, ликвидировать угрозу. Миссия была доверена Грей Фоксу (англ. Grey Fox, в последующих играх серии Gray Fox), одному из лучших оперативников FOXHOUND. Однако через несколько дней контакт с Фоксом был потерян, а его последнее сообщение состояло всего из двух слов: «METAL GEAR…». Тогда лидер FOXHOUND Биг Босс посылает новичка Солида Снейка с миссией освободить Грей Фокса и завершить его миссию, имеющую название «Операция: Вторжение № 313».
Успешно проникнув в Outer Heaven, Снейк налаживает контакт с членами местного сопротивления: Шнейдером, Дианой и Дженнифер. Используя все свои навыки и найденную экипировку, Снейк освобождает Фокса и узнаёт от него, что Metal Gear — кодовое наименование двуногого танка, снабжённого ядерными боеголовками и способного осуществить ядерный удар из любой точки планеты. И Outer Heaven, имея у себя такое оружие, собирается стать новой мировой сверхдержавой.
Чтобы уничтожить Metal Gear, Снейк спасает главного инженера Metal Gear доктора Петровича и его дочь Эллен. Узнав о том, как можно уничтожить ядерный танк, Снейк продолжает свой путь через Outer Heaven. Вскоре он начинает понимать, что ловушки явно направлены против него, а следовательно информация о его действиях как-то была перехвачена противником. Биг Босс начинает вести себя странно — он даёт герою ложные указания, а вскоре приказывает прекратить выполнение миссии (тем самым ломается четвёртая стена, ведь Босс приказывает выключить консоль непосредственно игроку). Шнейдер попадает в засаду и теряет контакт со Снейком.
Добравшись до самого сердца вражеской базы, Снейк нейтрализует Metal Gear. После этого он пытается покинуть базу, но сталкивается с лидером наёмников Outer Heaven, которым оказывается Биг Босс. Босс говорит, что использовал все свои связи в кругах военных, чтобы создать собственную наёмную силу. Именно он желал, чтобы государство Outer Heaven стало мировой сверхдержавой, способной поставить на колени даже западные страны. Он послал Снейка на задание в надежде, что тот будет схвачен, но недооценил способности своего подчинённого.
Потерявший Metal Gear и большинство своих солдат, Биг Босс активирует механизм самоуничтожения и обещает, что умрёт не один, а вместе со Снейком. Из завязавшегося поединка победителем выходит Снейк, который затем бежит из горящего здания. После финальных титров появляется сообщение Биг Босса о том, что он ещё увидится со Снейком.

## Разработка и выпуск
Созданием игры руководил Хидэо Кодзима. Metal Gear изначально задумывалась как экшн-игра с современной боевой системой. Однако технические ограничения компьютера MSX2 не позволяли отобразить на экране большое количество пуль и противников. Вдохновлённый книгой The Great Escape (рус. Великий побег), Кодзима изменил концепцию геймплея — теперь основным элементом стала не стрельба по врагам, а избегание встреч с ними. Осознав масштабность предстоящей работы и усомнившись в возможности довести её до конца, Кодзима ознакомил с данной концепцией директора компании Konami, который уговорил его продолжить работу.

### MSX2
Игра Metal Gear была выпущена в Японии для платформы MSX2 7 июля 1987 года, официальная английская версия появилась на европейском рынке в сентябре того же года. В английской версии игры были изменены или удалены многие радиосообщения, в частности комментарии Биг Босса об оружии и предметах. Согласно проекту фанатских переводов, было переведено только 56 % оригинального японского текста. При этом перевод содержит множество орфографических ошибок, например запись слова «destroy» как «destoroy». Руководство к японской версии игры содержало эксклюзивную информацию, не вошедшую в аналогичный английский справочник: информацию о персонажах с иллюстрациями, краткие описания каждого босса, а также полные технические характеристики танка Metal Gear.
8 декабря 2009 года игра Metal Gear вышла в Японии для сервиса Virtual Console.

### Nintendo Entertainment System
Портированная под приставку Famicom (NES), игра была выпущена в Японии 22 декабря 1987 года. В то время как MSX2-версия не была выпущена на территории США, NES-версия попала на рынок Северной Америки в 1988 году, и тогда же вышла в Европе и Австралии. По словам Кодзимы, порт игры для NES создавался отдельным подразделением Konami без его участия. В процессе портирования игра претерпела многие изменения, чем Хидэо Кодзима был сильно разочарован. Масахиро Уэно, принимавший участие в создании NES-версии, сообщил, что персоналу было поручено в течение трёх месяцев завершить разработку портированной версии. Некоторые отличия между версиями MSX2 и NES, например локация джунглей в начале игры, были спроектированы по поручению руководителей компании-разработчика, желавших, чтобы версия NES отличалась от оригинальной. А удаление босса Metal Gear было обусловлено техническими ограничениями приставки NES.
Наиболее существенным отличием стало изменение дизайна уровней. В оригинальной версии главный герой проникал на базу по воде; в NES-версии в открывающей заставке видно, как Солид Снейк и ещё трое солдат прыгают с парашютом, и игрок начинает игру в джунглях (а не перед входом в первое здание), а три остальных солдата в игре более не фигурируют. В игре отсутствует финальный босс Metal Gear — вместо него игрок должен уничтожить суперкомпьютер, охраняемый четырьмя солдатами. Босс Hind D был заменён на орудийную башню. В игре также была изменена фоновая музыка и убрано сообщение Биг Босса в конце игры. Английская локализация игры содержала множество грамматически некорректных предложений, как например «Contact missing our Grey Fox», «The truck have started to move!» и «I feel asleep!!».
Справочник английской локализации игры содержал информацию, сильно отличающуюся от оригинального сюжета. Главный злодей (чья личность не раскрывается до самого конца) был назван «полковником Вермоном КаТаффи», а командир Снейка переименован в «командира Сауфа». К тому же, согласно информации в справочнике, Солид Снейк участвовал во вторжении в Гренаду до того, как присоединился к отряду FOXHOUND. Непосредственно в игре подобные изменения не фигурируют.
Бонусный диск с игрой был включён в комплект премиум-издания игры Metal Gear Solid: The Twin Snakes, выпущенной только в Японии.

### PC MS-DOS и Commodore 64
На основе NES-версии Metal Gear в 1990 году были созданы ещё две портированные версии для PC MS-DOS и Commodore 64. Разработкой игры для MS-DOS занимался Чарльз Эрнст, а версию для Commodore 64 создавала компания Unlimited Software Inc. Игра под MS-DOS содержит незначительные изменения, в частности более быстрое истощение здоровья главного героя. Версия игры под Commodore 64 близка к NES-версии, коррективы внесены только в музыку и дизайн уровней.

### Мобильные телефоны и PlayStation 2
18 августа 2004 года в Японии вышла версия игры Metal Gear для мобильных телефонов. Распространение происходило через сервисы i-Mode, EZweb и Vodafone. Игра также вошла в состав Metal Gear Solid 3: Subsistence для PlayStation 2. Североамериканская версия игры включала в себя переведённый на английский и испанский языки текст. В 2008 году Konami начала распространение мобильной версии Metal Gear через сервис Konami Mobile.
В игре присутствуют два уровня сложности («Original» и «Easy»), открываемый режим «Boss Survival» и бандана, которая, будучи экипированной, даёт игроку бесконечные боеприпасы. Некоторые боссы были переименованы. В японскую версию игры были добавлены кандзи и хирагана; в английской версии используется совершенно новый перевод, отличный от локализаций MSX2 и NES.
Эта версия игры Metal Gear была включена в состав сборника Metal Gear Solid HD Collection для PlayStation 3, Xbox 360, PlayStation Vita и Metal Gear Solid Master Collection Vol. 1 для PlayStation 4, XBOX Series X, Nintendo Switch, PlayStation 5 и Персональных Компьютеров.

## Сиквелы
Успех игры повлек за собой появление двух прямых продолжений (сиквелов): Snake's Revenge, выпущенный исключительно для западного рынка и плохо принятый игроками (не считается каноническим), и Metal Gear 2: Solid Snake, созданный самим Хидэо Кодзимой и вышедший только на территории Японии, исключительно на платформе MSX2.
Позднее, уже в эпоху консолей PlayStation серия была пополнена новыми играми, такими как Metal Gear Solid, Metal Gear Solid 2: Sons of Liberty, Metal Gear Solid 3: Snake Eater и так далее.

## Восприятие критикой
NES-версия Metal Gear заняла 104-ю позицию в списке лучших игр Nintendo Power Top 200, опубликованном в журнале Nintendo Power.